# Marlon Harewood
Marlon Anderson Harewood (ur. 25 sierpnia 1979 w Londynie) – angielski piłkarz z barbadoskimi korzeniami występujący na pozycji napastnika w Bristol City.